# Inovativno vodenje
Inovativno vodenje je način vodenja v organizacijah. Z njim želimo na zaposlene vplivati tako, da ti ustvarjajo inovativne ideje, izdel in rešitve. Koncept inovativnega vodenja je leta 2006 uvedel Gliddon, ki je tudi razvil model kompetenc inovativnega vodje. 

## Inovativnost
Inovativno vodenje temelji na inovaciji. Gre za pridobivanje novih idej za različne produkte, ki jih uresničimo. Proces inovacije vključuje tri dinamične stopnje, in sicer produkcijo idej, vrednotenje, in izvedbo. Inovacija lahko zajema ustvarjanje novih idej ali pa predelavo in izboljševanje idej, ki že obstajajo. 
Inovativno vodenje lahko podjetja uporabijo tudi za podporo vizije organizacije ali skupine. Inovativnost je pomembna za ohranjanje kompetentnosti  in uspeha. 

## Teorija pot-cilj
Inovativno vodenje izhaja iz teorije pot-cilj (Path-goal theory) in teorije izmenjave vodja-sledilec (Leader-Member Exchange Theory - LMX theory). Prva poudarja pomen faktorjev zaposlenih in okolja za učinkovitost, pa tudi idejo, da lahko en vodja uporablja različna vedenja vodenja. Vodja naj bi z značilnim vedenjem, na primer podpiranjem, spodbudil kreativno ekipo, da ustvari čim več novih idej, jih oceni in uporabi. 

## Teorija izmenjave vodja-sledilec
Raziskave kažejo, da ima tudi teorija LMX vpliv na inovativnost. Odnosi izmenjave vodja-sledilec naj bi po ugotovitvah napovedovali nekatere organizacijske in vedenjske spremenljivke, na primer zadovoljstvo pri delu. Na inovativnost naj bi pozitivno vplivali transformacijski stili vodenja.
Tudi ta teorija, tako kot teorija pot-cilj, poudarja pomen uporabe različnih stilov vodenja. Izpostavi prilagoditev izvirnega stila vodenja za vsakega zaposlenega. Inovativno vedenje je povezano s kakovostjo izmenjave vodja-sledilec. Višja kakovost izmenjave naj bi imela ugoden vpliv tako na vodjo kot sledilca. Različni drugi raziskovalci so odkrili, da so z inovativnostjo povezani le določeni vidiki teorije  izmenjave vodja-sledilec.
Kasnejši avtorji so poudarjali, da je za inovativno vodenje potrebna tudi spodbudna organizacijska klima, pa tudi kreativno delo, kreativna delovna sila in določene lastnosti vodje.

## Inovativnaorganizacijska klima(kultura)
Nekatere raziskave so pokazale, da je organizacijska kultura posredovalec odnosa med transformacijskim vodenjem in organizacijsko inovacijo. in učinkovitostjo. Da ima transformacijsko vodenje vpliv na organizacijsko inovativnost, mora organizacija poleg transformacijskega vodenja torej imeti močno inovacijsko kulturo.
Organizacijska kultura se nanaša na globljo strukturo, normativna prepričanja in deljena vedenjska pričakovanja v organizaciji. Klima pa je način, kako posamezniki zaznavajo obseg učinka, ki ga ima organizacijska kultura na njih. Po enem modelu  lahko kreativnost okolja v organizacijah ocenjujemo preko več razsežnosti: spodbujanje kreativnosti (na ravni organizacije, supervizije in delovnih skupin, neodvisnosti, sredstev, pritiska in organizacijskih ovir pri kreativnosti).

## Kreativno delo
Kreativno delo se običajno pojavi takrat, ko so naloge zahtevne in ko so problemi slabo opredeljeni.
Kreativnost je tako povezana tudi s tveganjem in negotovostjo. Kreativno delo pogosto zahteva visoko motiviranost, strokovnost ter sodelovanje.

## Kreativna delovna sila
Kreativna delovna sila je nujno potrebna za uspešnost inovativnega vodenja. Kreativni ljudje morajo biti strokovnjaki za področja, pri katerih želijo priti do inovacije, delo pa morajo uporabljati kot vir identitete, tako da so za delo notranje motivirani. Kreativni delavci tudi bolj cenijo neodvisnost, prav tako pa so bolj odprti, fleksibilni, imajo samozaupanje, dominantnost in so introvertni.

## Lastnosti vodje
Da je vodja uspešen, mora biti strokovnjak na področju dela, ki ga opravlja, biti mora kreativen, izvajati mora vedenja transformacijskega vodenja, znati mora načrtovati in osmisliti stvari, imeti pa mora tudi socialne spretnosti.

## Model inovativnega vodenja
Inovativno vodenje je večrazsežnostni proces inovacije, ki ga spodbujata neposredno in posredno vodenje. Posredno vodenje daje vzor in vpliva na nagrade in prepoznavnost, sestavi skupine in klimo za kreativnost. Neposredno vodenje pa vpliva na osnove in ideje za kreativnost, vizijo ter strategijo, odločanje ter iskanje virov. Posredno vodenje v tem modelu vpliva na posameznikovo kreativnost (stopnja produkcije idej) in kreativnost ekipe (stopnja vrednotenja). Posredno vodenje vpliva na kreativnost ekipe (stopnja vrednotenja) in na inovativen proces organizacije (stopnja izvedbe). Posameznikova kreativnost (stopnja produkcije idej) v modelu predstavlja pridobivanje idej in njihovo predstavitev ekipi. Kreativnost ekipe (stopnja vrednotenja) predstavlja proces, ko ekipa sprejema ideje, išče druge možne rešitve ter jih ustrezno prilagodi. Organizacijska inovacija (stopnja izvedbe) predstavlja testiranje, ocenjevanje in potencialno uporabo teh idej.
Pri modelu je pomembno, da so tri stopnje inovacije (stopnja produkcije idej, vrednotenja in izvedbe) medsebojno odvisne, prepletene ter vplivajo ena na drugo.